# Sheridan (Arkansas)
Sheridan is een plaats (city) in de Amerikaanse staat Arkansas, en valt bestuurlijk gezien onder Grant County.

## Demografie
Bij de volkstelling in 2000 werd het aantal inwoners vastgesteld op 3872. In 2006 is het aantal inwoners door het United States Census Bureau geschat op 4430, een stijging van 558 (14,4%).

## Geografie
Volgens het United States Census Bureau beslaat de plaats een oppervlakte van 10,2 km², geheel bestaande uit land. Sheridan ligt op ongeveer 91 m boven zeeniveau.

## Plaatsen in de nabije omgeving
De onderstaande figuur toont nabijgelegen plaatsen in een straal van 32 km rond Sheridan.